# Sự chết theo chương trình của tế bào
Sự chết theo chương trình của tế bào là sự chết của một tế bào ở bất cứ dạng nào, được điều chỉnh bởi một chương trình nội bào. Trái với quá trình chết hoại - cái chết có nguyên do từ việc thương tổn các mô và gây ra sự sưng viêm, Sự chết theo chương trình được thực thi dưới sự điều hòa của một quy trình sinh học có tác dụng tích cực đối với chu trình sống. Sự chết theo chương trình của tế bào có vai trò quan trọng đối với sự phát triển của thực vật lẫn động vật đa bào.

## Phân loại
- Kiểu 1, tức sự tự hủy của tế bào

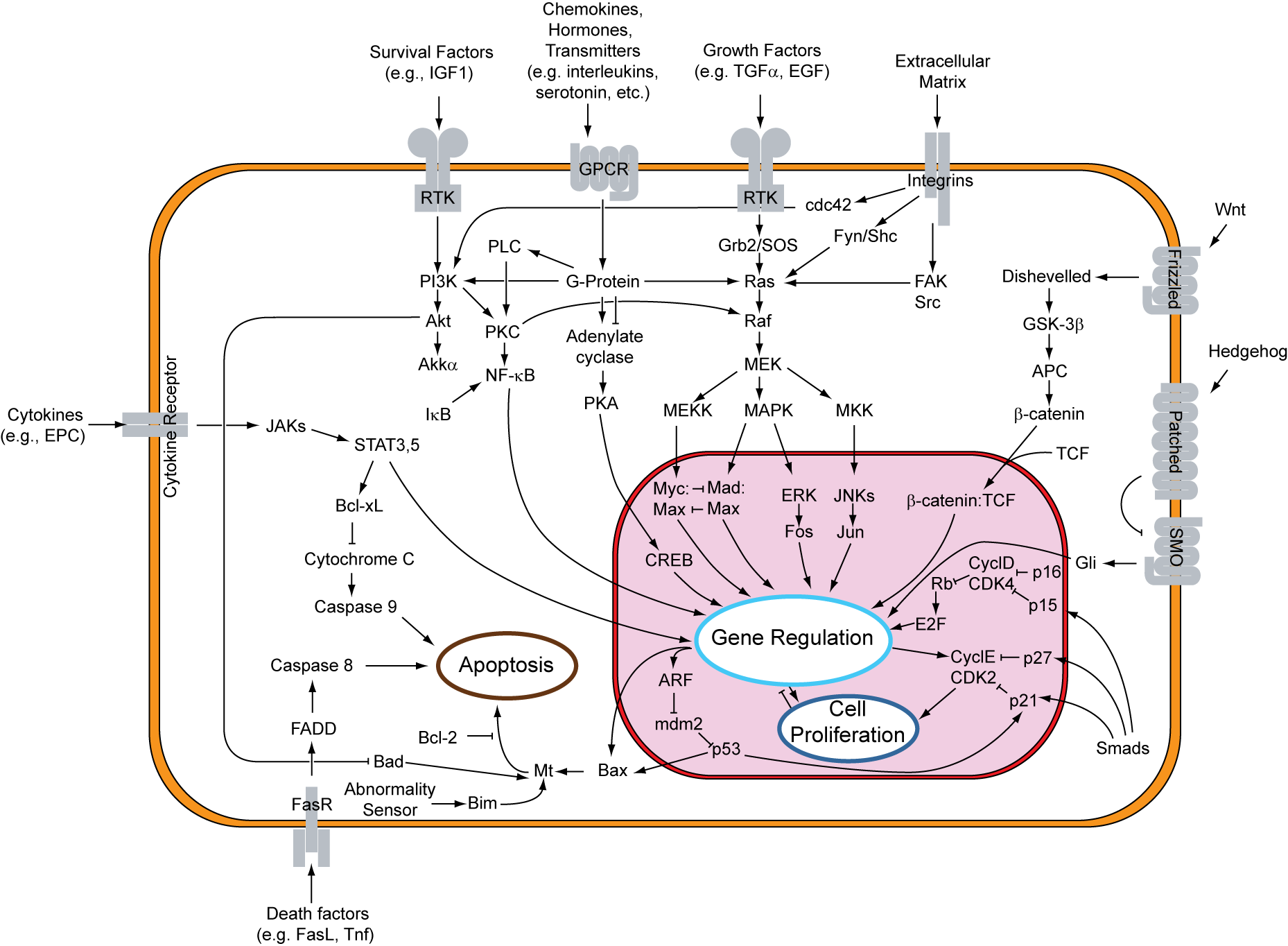
Sơ đồ về sự truyền tín hiệu trong quá trình tự hủy của tế bào.

- Kiểu 2, tức sự tự thực của tế bào (Sự hình thành của các không bào lớn tiêu thụ toàn bộ các bào quan ở một số nơi nhất định trước khi nhân tế bào bị hủy diệt.)[2]
- Kiểu 3, sự hoại tử tế bào

Ngoài ba kiểu chính đã nói trên, còn có những "cách chết" khác đã được phát hiện
, gọi là "sự chết theo chương trình của tế bào khác với tự hủy" ("sự chết theo chương trình không phụ thuộc vào caspase của tế bào" hay "sự chết theo chương trình giống với hoại tử của tế bào"). Các quá trình này có hiệu quả tương đương như sự tự hủy của tế bào và chúng có thể đảm nhiệm vai trò như quá trình chết chính hoặc phụ trợ.
Một số dạng khác của quá trình chết này ví dụ như anoikis - gần giống như sự tự hủy của tế bào ngoại trừ giai đoạn đầu; sự hình thành sừng ở biểu bì - mắt không có kiểu chết này; kích thích độc tế bào và sự thoái hóa kiểu Walleria.
Tế bào thực vật trải qua quá trình chết riêng biệt có đặc tính giống như sự tự thực của tế bào. Một số đặc tính chung của quá trình chết này đều tồn tại ở các động vật đa bào lẫn thực vật.